# モルデハイ・ヴァヌヌ

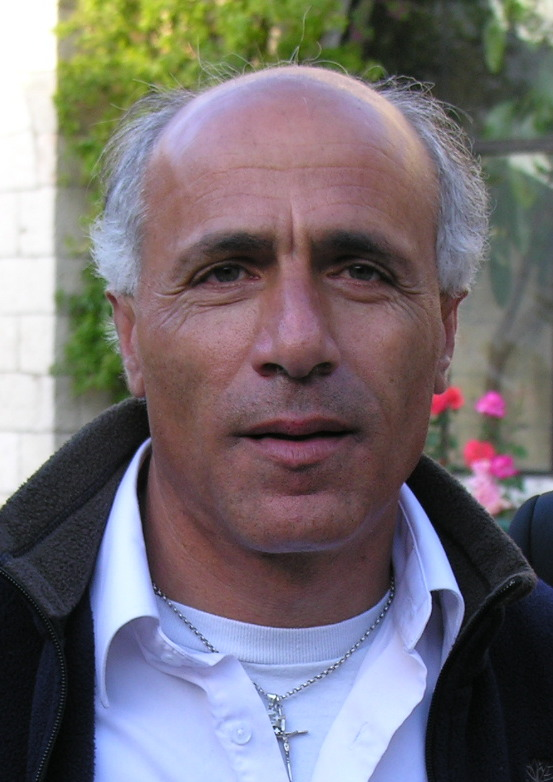
モルデハイ・ヴァヌヌ

モルデハイ・ヴァヌヌ (ヘブライ語: מרדכי ואנונו, ラテン文字転写: Mordechai Vanunu, 1954年10月13日 - ) は、イスラエルの元核兵器開発技術者。モロッコ出身のユダヤ人であるが、ユダヤ教を棄教してキリスト教に改宗している。

## プロフィール
1986年にイスラエルの核兵器開発の実態の詳細をイギリスの『サンデー・タイムズ』紙に内部告発した。彼はその後、紙面にて発表される数日前、アメリカ国籍のイスラエル諜報特務庁の女性要員に色仕掛けでローマへ誘い出された後、同地で拉致されイスラエルに秘密裏に連行され、裁判の末、反逆罪により有罪を宣告された。イスラエル政府はヴァヌヌを連行した経路を明かさなかったが、ヴァヌヌは留置所から裁判所への護送途中、取材陣に向かって、ペンで「私はローマから連行された」と走り書きした自らの掌を見せ、それが写真に撮影されたために拉致のルートが明らかになった。
18年の獄中生活のうち独房での重禁固は11年超に及んだ後（これはギネスに認定されている）、ヴァヌヌは2004年に釈放されたが、広範な言論および移動の制限下にある。2007年にはアムネスティー・インターナショナルより「良心の囚人」として認定されている。これら制限に違反した容疑でその後も数回にわたり逮捕されており、その中には複数回に及ぶ外国人ジャーナリストとの会見、またイスラエルからの国外逃亡の企てが含まれる。
2005年3月には21件の「法的指令に対する違犯行為」により告訴されており、それぞれの罪状ごとに最大2年の刑が科せられる可能性がある。公判準備期間として釈放中ではあるものの、言論および移動制限は従前通り科せられている。
1988年から2004年までジョセフ・ロートブラットがノーベル平和賞の候補に推薦していたほか、1987年のライト・ライブリフッド賞を初め様々な市民団体や個人からの平和賞を受けている。
2004年、アル・ハヤト紙において、ケネディ大統領暗殺事件にイスラエルが深く関与していたこと、ディモナ原子力発電所の視察を恐れたダヴィド・ベン＝グリオン政権の「ほぼ確実な指示」の下で暗殺が行われたことを告発した。